# Epermenia iniquellus
Epermenia iniquellus — вид лускокрилих комах родини зонтичних молей (Epermeniidae).

## Поширення
Вид поширений у всій Європі (крім Скандинавії та Британських островів), Туреччині, Ірані, Казахстані і Таджикистані.

## Опис
Розмах крил 9,5-10 мм.

## Спосіб життя
Личинки живляться листям Peucedanum officinale, Peucedanum cervaria і Ferula caspica. Молоді личинки мінують листя; пізніше живуть в павутині на листках і в суцвітті.